# Hershey Bears

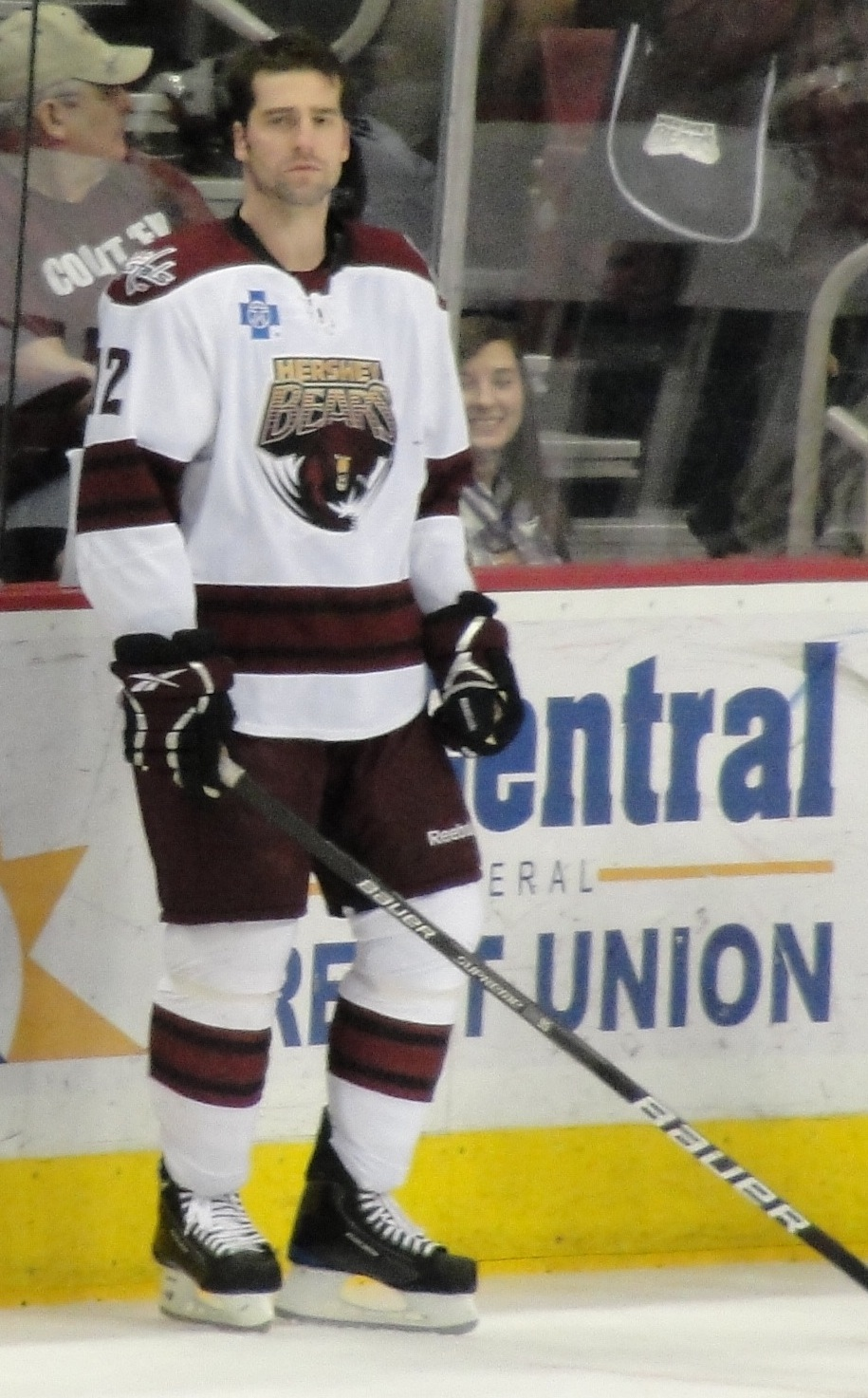
Útočník Alexandre Giroux nastřílel v ročníku 2008/09 za Bears 60 branek, čímž stanovil klubový rekord

Hershey Bears je profesionální americký klub ledního hokeje, který sídlí v Hershey ve státě Pensylvánie. Do AHL vstoupil v ročníku 1938/39 a hraje v Atlantické divizi v rámci Východní konference. Své domácí zápasy odehrává v hale Giant Center s kapacitou 10 500 diváků. Klubové barvy jsou čokoládová, písečná, kakaová a bílá.
„Medvědi“ jsou nejdéle existující klub v AHL – v soutěži působí od roku 1938. Tým odehrál 20. prosince 2006 svůj 5 000. zápas v soutěži. V roce 2023 získal klub svůj dvanáctý Calder Cup, trofej pro vítěze AHL, to je rekordní počet titulů v celé historii ligy. Klub Hershey Bears je majetkem společnosti Hershey Entertainment and Resorts Company (HERCO). V letech 1932-1933 a 1934-1935 se klub jmenoval Hershey B'ars(méďové), v sezoně 1933/34 působil jako Hershey Chocolate B'ars(čokoládoví méďové). Od roku 1935 hrají hráči z Hershey se současným názvem. Bears jsou záložním týmem klubu NHL Washington Capitals.
V posledních sedmi sezonách měli Bears pokaždé v základní části AHL nejvyšší návštěvnost na svém stadionu ze všech účastníků. Šestého ledna 2012 odehráli Bears jako hostující tým utkání s Adirondack Phantoms pod širým nebem na baseballovém stadionu ve Philadelphii, který zhlédla rekordní návštěva na AHL – 45 653 (zápas prohráli medvědi 4:3). Během každoroční sbírkové akce hraček Teddy bear toss v prosinci 2019 věnovali diváci rekordních 45 tisíc plyšáků.

## Historické názvy
Zdroj:
- 1932 – Hershey B'ars
- 1933 – Hershey Chocolate B'ars
- 1934 – Hershey B'ars
- 1936 – Hershey Bears

## Vyřazená čísla
- 3 (Frank Mathers, Ralph Keller)
- 8 (Mike Nikoluk)
- 9 (Tim Tookey, Arnie Kullman)
- 16 (Wille Marshall, Mitch Lamoreux)

## Úspěchy klubu
- Vítěz AHL: 13x (1946/1947, 1957/1958, 1958/1959, 1968/1969, 1973/1974, 1979/1980, 1987/1988, 1996/1997, 2005/2006, 2008/2009, 2009/2010, 2022/2023, 2023/2024)
- Vítěz základní části: 9x (1942/43, 1957/58, 1980/81, 1985/86, 1987/88, 2006/07, 2009/10, 2020/21, 2023/2024)
- Vítěz konference: 23x (1940/41, 1941/42, 1944/45, 1946/47, 1948/49, 1953/54, 1957/58, 1958/59, 1960/61, 1962/63, 1964/65, 1968/69, 1973/74, 1975/76, 1979/80, 1985/86, 1987/88, 1996/97, 2005/06, 2006/07, 2008/09, 2009/10, 2015/16, 2022/23)
- Vítěz divize: 18x (1938/39, 1943/44, 1946/47, 1951/52, 1966/67, 1967/68, 1968/69, 1975/76, 1980/81, 1985/86, 1987/88, 1993/94, 2006/07, 2008/09, 2009/10, 2014/15, 2015/16, 2020/21)

## Maskot
Oficiální maskot Hershey Bears je antropomorfní hnědý medvěd Coco. Je oblečený do domácího týmového dresu s bílou hokejovou helmou. Coco si odbyl premiéru 14. října 1978 v Hersheypark Areně, bývalém působišti klubu. Jeho jméno vzniklo z kakaového bobu (cocoa bean), z kterého se dělá hersheyská čokoláda. Cocova oblíbená kniha je Karlík a továrna na čokoládu od Roalda Dahla a jeho oblíbeným filmem je originální film k této knize z roku 1971.

## Výsledky

### Základní část

#### před AHL
| Sezona  | Zápasy | Výhry | Prohry | Remízy | Body | Góly vstřelené | Góly inkasované | Umístění v lize |
| ------- | ------ | ----- | ------ | ------ | ---- | -------------- | --------------- | --------------- |
| 1932/33 | 18     | 6     | 11     | 1      | 13   | 69             | 58              | 3. v TSHL       |
| 1933/34 | 23     | 13    | 9      | 1      | 27   | 45             | 38              | 3. v EAHL       |
| 1934/35 | 21     | 10    | 9      | 2      | 22   | 56             | 22              | 2. v EAHL       |
| 1935/36 | 39     | 27    | 10     | 2      | 56   | 119            | 78              | 1. v EAHL       |
| 1936/37 | 48     | 25    | 15     | 8      | 58   | 133            | 105             | 1. v EAHL       |
| 1937/38 | 58     | 32    | 15     | 11     | 75   | 197            | 135             | 1. v EAHL       |

#### AHL
| Sezona  | Zápasy | Výhry | Prohry | Remízy | Prohry(pr.) | Prohry(s.n.) | Body | Góly vstřelené | Góly inkasované | Umístění v divizi      |
| ------- | ------ | ----- | ------ | ------ | ----------- | ------------ | ---- | -------------- | --------------- | ---------------------- |
| 1938/39 | 54     | 31    | 18     | 5      | —           | —            | 67   | 140            | 110             | 1. v Západní           |
| 1939/40 | 56     | 27    | 24     | 5      | —           | —            | 59   | 154            | 156             | 2. v Západní           |
| 1940/41 | 56     | 24    | 23     | 9      | —           | —            | 57   | 193            | 189             | 2. v Západní           |
| 1941/42 | 56     | 33    | 17     | 6      | —           | —            | 72   | 207            | 169             | 2. Západní             |
| 1942/43 | 56     | 35    | 13     | 8      | —           | —            | 78   | 240            | 166             | 1. ve Východní         |
| 1943/44 | 54     | 30    | 16     | 8      | —           | —            | 68   | 181            | 133             | 1. ve Východní         |
| 1944/45 | 60     | 28    | 24     | 8      | —           | —            | 64   | 197            | 186             | 2. ve Východní         |
| 1945/46 | 62     | 26    | 26     | 10     | —           | —            | 62   | 213            | 221             | 2. ve Východní         |
| 1946/47 | 64     | 36    | 16     | 12     | —           | —            | 84   | 276            | 174             | 1. ve Východní         |
| 1947/48 | 68     | 25    | 30     | 13     | —           | —            | 63   | 240            | 273             | 3. ve Východní         |
| 1948/49 | 78     | 28    | 35     | 5      | —           | —            | 61   | 256            | 261             | 2. ve Východní         |
| 1949/50 | 70     | 21    | 39     | 10     | —           | —            | 52   | 229            | 310             | 5. ve Východní         |
| 1950/51 | 70     | 38    | 28     | 5      | —           | —            | 80   | 256            | 242             | 2. ve Východní         |
| 1951/52 | 68     | 35    | 28     | 5      | —           | —            | 75   | 256            | 215             | 1. ve Východní         |
| 1952/53 | 64     | 31    | 32     | 1      | —           | —            | 63   | 208            | 217             | 4. v lize              |
| 1953/54 | 70     | 37    | 29     | 4      | —           | —            | 78   | 274            | 243             | 2. v lize              |
| 1954/55 | 64     | 29    | 28     | 7      | —           | —            | 65   | 217            | 225             | 5. v lize              |
| 1955/56 | 64     | 19    | 39     | 6      | —           | —            | 44   | 218            | 271             | 5. v lize              |
| 1956/57 | 64     | 32    | 28     | 4      | —           | —            | 68   | 223            | 237             | 4. v AHL               |
| 1957/58 | 70     | 39    | 24     | 7      | —           | —            | 85   | 241            | 198             | 1. v lize              |
| 1958/59 | 70     | 32    | 32     | 6      | —           | —            | 70   | 200            | 202             | 4. v lize              |
| 1959/60 | 72     | 28    | 37     | 7      | —           | —            | 63   | 226            | 238             | 6. v lize              |
| 1960/61 | 72     | 36    | 32     | 4      | —           | —            | 76   | 218            | 210             | 2. v lize              |
| 1961/62 | 70     | 37    | 28     | 5      | —           | —            | 79   | 236            | 213             | 2. ve Východní         |
| 1962/63 | 72     | 36    | 28     | 8      | —           | —            | 80   | 262            | 231             | 2. ve Východní         |
| 1963/64 | 72     | 36    | 31     | 5      | —           | —            | 77   | 236            | 249             | 2. ve Východní         |
| 1964/65 | 72     | 36    | 32     | 4      | —           | —            | 76   | 246            | 243             | 2. ve Východní         |
| 1965/66 | 72     | 37    | 30     | 5      | —           | —            | 79   | 268            | 232             | 2. ve Východní         |
| 1966/67 | 72     | 38    | 24     | 10     | —           | —            | 86   | 273            | 216             | 1. ve Východní         |
| 1967/68 | 72     | 34    | 30     | 8      | —           | —            | 76   | 276            | 248             | 1. ve Východní         |
| 1968/69 | 74     | 41    | 27     | 6      | —           | —            | 88   | 307            | 234             | 1. ve Východní         |
| 1969/70 | 72     | 28    | 28     | 16     | —           | —            | 72   | 247            | 249             | 2. v Západní           |
| 1970/71 | 72     | 31    | 31     | 10     | —           | —            | 72   | 238            | 212             | 3. v Západní           |
| 1971/72 | 76     | 33    | 30     | 13     | —           | —            | 79   | 266            | 253             | 2. v Západní           |
| 1972/73 | 76     | 42    | 23     | 11     | —           | —            | 95   | 326            | 231             | 2. v Západní           |
| 1973/74 | 76     | 39    | 23     | 14     | —           | —            | 92   | 320            | 241             | 2. v Jižní             |
| 1974/75 | 76     | 27    | 38     | 10     | —           | —            | 64   | 259            | 303             | 3. v Jižní             |
| 1975/76 | 76     | 39    | 31     | 6      | —           | —            | 84   | 304            | 275             | 1. v Jižní             |
| 1976/77 | 80     | 36    | 38     | 6      | —           | —            | 78   | 282            | 293             | 4. v lize              |
| 1977/78 | 81     | 27    | 44     | 10     | —           | —            | 64   | 281            | 324             | 4. v Jižní             |
| 1978/79 | 79     | 35    | 36     | 8      | —           | —            | 78   | 311            | 324             | 2. v Jižní             |
| 1979/80 | 80     | 35    | 39     | 6      | —           | —            | 76   | 289            | 273             | 2. v Jižní             |
| 1980/81 | 80     | 47    | 24     | 9      | —           | —            | 103  | 357            | 299             | 1. v Jižní             |
| 1981/82 | 80     | 36    | 38     | 6      | —           | —            | 78   | 316            | 347             | 4. v Jižní             |
| 1982/83 | 80     | 40    | 35     | 5      | —           | —            | 85   | 313            | 308             | 2. v Jižní             |
| 1983/84 | 80     | 28    | 42     | 10     | —           | —            | 66   | 320            | 384             | 7. v Jižní             |
| 1984/85 | 80     | 26    | 43     | 11     | —           | —            | 63   | 315            | 339             | 6. v Jižní             |
| 1985/86 | 80     | 48    | 29     | 3      | —           | —            | 99   | 346            | 292             | 1. v Jižní             |
| 1986/87 | 80     | 43    | 36     | —      | 1           | —            | 87   | 329            | 309             | 4. v Jižní             |
| 1987/88 | 80     | 50    | 25     | 3      | 2           | —            | 105  | 343            | 256             | 1. v Jižní             |
| 1988/89 | 80     | 40    | 30     | 10     | —           | —            | 90   | 361            | 309             | 2. v Jižní             |
| 1989/90 | 80     | 32    | 38     | 10     | —           | —            | 74   | 298            | 296             | 6. v Jižní             |
| 1990/91 | 80     | 33    | 35     | 12     | —           | —            | 78   | 313            | 324             | 4. v Jižní             |
| 1991/92 | 80     | 36    | 33     | 11     | —           | —            | 83   | 313            | 337             | 3. v Jižní             |
| 1992/93 | 80     | 27    | 41     | 12     | —           | —            | 66   | 316            | 339             | 5. v Jižní             |
| 1993/94 | 80     | 38    | 31     | 11     | —           | —            | 87   | 306            | 298             | 1. v Jižní             |
| 1994/95 | 80     | 34    | 36     | 10     | —           | —            | 78   | 275            | 300             | 3. v Jižní             |
| 1995/96 | 80     | 36    | 30     | 11     | 3           | —            | 86   | 301            | 287             | 2. v Jižní             |
| 1996/97 | 80     | 43    | 22     | 10     | 5           | —            | 101  | 273            | 220             | 2. ve Středoatlantické |
| 1997/98 | 80     | 36    | 31     | 7      | 6           | —            | 85   | 238            | 235             | 2. ve Středoatlantické |
| 1998/99 | 80     | 37    | 32     | 10     | 1           | —            | 85   | 242            | 224             | 3. ve Středoatlantické |
| 1999/00 | 80     | 43    | 29     | 5      | 3           | —            | 94   | 297            | 267             | 2. ve Středoatlantické |
| 2000/01 | 80     | 34    | 39     | 4      | 3           | —            | 75   | 216            | 234             | 5. ve Středoatlantické |
| 2001/02 | 80     | 36    | 27     | 11     | 6           | —            | 89   | 200            | 193             | 2. v Jižní             |
| 2002/03 | 80     | 36    | 27     | 14     | 3           | —            | 89   | 217            | 209             | 2. v Jižní             |
| 2003/04 | 80     | 33    | 34     | 8      | 5           | —            | 78   | 203            | 218             | 6. ve Východní         |
| 2004/05 | 80     | 39    | 37     | —      | 2           | 2            | 82   | 207            | 226             | 5. ve Východní         |
| 2005/06 | 80     | 44    | 21     | —      | 5           | 10           | 103  | 262            | 234             | 2. ve Východní         |
| 2006/07 | 80     | 51    | 17     | —      | 6           | 6            | 114  | 305            | 219             | 1. ve Východní         |
| 2007/08 | 80     | 42    | 30     | —      | 2           | 6            | 92   | 253            | 247             | 4. ve Východní         |
| 2008/09 | 80     | 49    | 23     | —      | 2           | 6            | 106  | 296            | 240             | 1. ve Východní         |
| 2009/10 | 80     | 60    | 17     | —      | 0           | 3            | 123  | 342            | 198             | 1. ve Východní         |
| 2010/11 | 80     | 46    | 26     | —      | 3           | 5            | 100  | 255            | 214             | 2. ve Východní         |
| 2011/12 | 76     | 38    | 26     | —      | 4           | 8            | 88   | 244            | 225             | 3. ve Východní         |
| 2012/13 | 76     | 31    | 34     | —      | 3           | 6            | 81   | 204            | 196             | 4. ve Východní         |
| 2013/14 | 76     | 39    | 27     | —      | 5           | 5            | 88   | 221            | 213             | 4. ve Východní         |
| 2014/15 | 76     | 46    | 22     | —      | 5           | 3            | 100  | 218            | 181             | 1. ve Východní         |
| 2015/16 | 76     | 43    | 21     | —      | 5           | 7            | 98   | 259            | 220             | 1. v Atlantické        |
| 2016/17 | 76     | 43    | 22     | —      | 8           | 3            | 97   | 252            | 211             | 3. v Atlantické        |
| 2017/18 | 76     | 30    | 37     | —      | 4           | 5            | 69   | 201            | 249             | 8. v Atlantické        |
| 2018/19 | 76     | 43    | 25     | —      | 4           | 4            | 94   | 211            | 215             | 3. v Atlantické        |
| 2019/20 | 62     | 37    | 18     | —      | 3           | 4            | 81   | 187            | 157             | 2. v Atlantické        |
| 2020/21 | 33     | 24    | 7      | —      | 2           | 0            | 50   | 110            | 77              | 1. v Severní           |
| 2021/22 | 76     | 34    | 32     | —      | 6           | 4            | 78   | 202            | 209             | 5. v Atlantické        |
| 2022/23 | 72     | 44    | 19     | —      | 5           | 4            | 97   | 217            | 184             | 2. v Atlantické        |

### Play off
| Sezona  | předkolo                                        | 1. kolo                                    | 2. kolo                                    | 3. kolo                                    | Finále Calder Cupu                         |
| ------- | ----------------------------------------------- | ------------------------------------------ | ------------------------------------------ | ------------------------------------------ | ------------------------------------------ |
| 1938/39 | —                                               | porážka, 2–3, Philadelphia R.              | —                                          | —                                          | —                                          |
| 1939/40 | postup, 2-1, New Haven E.                       | porážka 1-2, Pittsburgh                    | —                                          | —                                          | —                                          |
| 1940/41 | —                                               | postup, 2-0, New Haven E.                  | postup, 2-1, Pittsburgh                    | —                                          | Finále AHL, 2-3, Cleveland                 |
| 1941/42 | —                                               | postup, 2-0, New Haven E.                  | postup, 2-1, Cleveland                     | —                                          | Finále AHL, 2-3, Indianapolis              |
| 1942/43 | —                                               | porážka, 2-4, Buffalo                      | —                                          | —                                          | —                                          |
| 1943/44 | —                                               | porážka, 3-4, Cleveland                    | —                                          | —                                          | —                                          |
| 1944/45 | —                                               | postup, 4-1, Indianapolis                  | volný postup                               | —                                          | Finále AHL, 2-4, Cleveland                 |
| 1945/46 | —                                               | porážka, 1-2, Pittsburgh                   | —                                          | —                                          | —                                          |
| 1946/47 | —                                               | postup, 4-0, Cleveland                     | volný postup                               | —                                          | Vítěz AHL, 4-3, Pittsburgh                 |
| 1947/48 | —                                               | porážka, 1-2, Buffalo                      | —                                          | —                                          | —                                          |
| 1948/49 | —                                               | postup, 2-0, Indianapolis                  | postup, 2-0, Cleveland                     | —                                          | Finále AHL, 3-4, Providence R.             |
| 1949/50 | mužstvo se nekvalifikovalo                      | mužstvo se nekvalifikovalo                 | mužstvo se nekvalifikovalo                 | mužstvo se nekvalifikovalo                 | mužstvo se nekvalifikovalo                 |
| 1950/51 | —                                               | postup, 3-0, Indianapolis                  | porážka, 0-3, Pittsburgh                   | —                                          | —                                          |
| 1951/52 | —                                               | porážka, 1-4, Pittsburgh                   | —                                          | —                                          | —                                          |
| 1952/53 | —                                               | porážka, 0-3, Pittsburgh                   | —                                          | —                                          | —                                          |
| 1953/54 | —                                               | postup, 3-2, Pittsburgh                    | —                                          | —                                          | Finále AHL, 2-3, Cleveland                 |
| 1954/55 | mužstvo se nekvalifikovalo                      | mužstvo se nekvalifikovalo                 | mužstvo se nekvalifikovalo                 | mužstvo se nekvalifikovalo                 | mužstvo se nekvalifikovalo                 |
| 1955/56 | mužstvo se nekvalifikovalo                      | mužstvo se nekvalifikovalo                 | mužstvo se nekvalifikovalo                 | mužstvo se nekvalifikovalo                 | mužstvo se nekvalifikovalo                 |
| 1956/57 | —                                               | porážka, 3-4, Cleveland                    | —                                          | —                                          | —                                          |
| 1957/58 | —                                               | postup, 4-1, Providence R.                 | —                                          | —                                          | Vítěz AHL, 4-2, Springfield I.             |
| 1958/59 | —                                               | postup, 4-3, Cleveland                     | —                                          | —                                          | Vítěz AHL, 4-2, Buffalo                    |
| 1959/60 | mužstvo se nekvalifikovalo                      | mužstvo se nekvalifikovalo                 | mužstvo se nekvalifikovalo                 | mužstvo se nekvalifikovalo                 | mužstvo se nekvalifikovalo                 |
| 1960/61 | —                                               | postup, 3-1, Buffalo                       | —                                          | —                                          | Finále AHL, 0-4, Springfield I.            |
| 1961/62 | —                                               | postup, 2-1, Providence R.                 | porážka, 1-3, Buffalo                      | —                                          | —                                          |
| 1962/63 | —                                               | postup, 2-1, Baltimore                     | postup, 3-2, Cleveland                     | —                                          | Finále AHL, 3-4, Buffalo                   |
| 1963/64 | —                                               | postup, 2-1, Providence R.                 | porážka, 0-3, Cleveland                    | —                                          | —                                          |
| 1964/65 | —                                               | postup, 3-2, Baltimore                     | postup, 3-2, Buffalo                       | —                                          | Finále AHL, 1-4, Rochester                 |
| 1965/66 | —                                               | porážka, 0-3, Springfield I.               | —                                          | —                                          | —                                          |
| 1966/67 | —                                               | porážka, 1-4, Pittsburgh                   | —                                          | —                                          | —                                          |
| 1967/68 | —                                               | porážka, 1-4, Rochester                    | —                                          | —                                          | —                                          |
| 1968/69 | —                                               | postup, 4-2, Buffalo                       | volný postup                               | —                                          | Vítěz AHL, 4-1, Quebec                     |
| 1969/70 | —                                               | porážka, 3-4, Springfield K.               | —                                          | —                                          | —                                          |
| 1970/71 | —                                               | porážka, 1-3, Cleveland                    | —                                          | —                                          | —                                          |
| 1971/72 | —                                               | porážka, 0-4, Cincinnati S.                | —                                          | —                                          | —                                          |
| 1972/73 | —                                               | porážka, 3-4, Virginia                     | —                                          | —                                          | —                                          |
| 1973/74 | —                                               | postup, 4-1, Cincinnati S.                 | postup, 4-0, Baltimore                     | —                                          | Vítěz AHL, 4-1, Providence R.              |
| 1974/75 | —                                               | postup, 4-3, Richmond                      | porážka, 1-4, New Haven N.                 | —                                          | —                                          |
| 1975/76 | —                                               | volný postup                               | postup, 4-1, Richmond                      | —                                          | Finále AHL, 1-4, Nova Scotia               |
| 1976/77 | —                                               | porážka, 2-4, Nova Scotia                  | —                                          | —                                          | —                                          |
| 1977/78 | mužstvo se nekvalifikovalo                      | mužstvo se nekvalifikovalo                 | mužstvo se nekvalifikovalo                 | mužstvo se nekvalifikovalo                 | mužstvo se nekvalifikovalo                 |
| 1978/79 | —                                               | porážka, 1-3, Binghamton D.                | —                                          | —                                          | —                                          |
| 1979/80 | —                                               | postup, 4-0, Syracuse F.                   | postup, 4-2, New Haven N.                  | —                                          | Vítěz AHL, 4-2, New Brunswick              |
| 1980/81 | —                                               | postup, 4-0, New Haven N.                  | porážka, 2-4, Adirondack RW                | —                                          | —                                          |
| 1981/82 | —                                               | porážka, 2-3, Binghamton W.                | —                                          | —                                          | —                                          |
| 1982/83 | —                                               | porážka, 1-4, New Haven N.                 | —                                          | —                                          | —                                          |
| 1983/84 | mužstvo se nekvalifikovalo                      | mužstvo se nekvalifikovalo                 | mužstvo se nekvalifikovalo                 | mužstvo se nekvalifikovalo                 | mužstvo se nekvalifikovalo                 |
| 1984/85 | mužstvo se nekvalifikovalo                      | mužstvo se nekvalifikovalo                 | mužstvo se nekvalifikovalo                 | mužstvo se nekvalifikovalo                 | mužstvo se nekvalifikovalo                 |
| 1985/86 | —                                               | postup, 4-1, New Haven N.                  | postup, 4-3, St. Catharines                | —                                          | Finále AHL, 2-4, Adirondack RW             |
| 1986/87 | —                                               | porážka, 1-4, Rochester                    | —                                          | —                                          | —                                          |
| 1987/88 | —                                               | postup, 4-0, Binghamton W.                 | postup, 4-0, Adirondack RW                 | —                                          | Vítěz AHL, 4-0, Fredericton                |
| 1988/89 | —                                               | postup, 4-1, Utica                         | porážka, 3-4, Adirondack RW                | —                                          | —                                          |
| 1989/90 | mužstvo se nekvalifikovalo                      | mužstvo se nekvalifikovalo                 | mužstvo se nekvalifikovalo                 | mužstvo se nekvalifikovalo                 | mužstvo se nekvalifikovalo                 |
| 1990/91 | postup, 13-4 na góly (dvojzápas), Adirondack RW | porážka, 1-4, Rochester                    | —                                          | —                                          | —                                          |
| 1991/92 | —                                               | porážka, 2-4, Rochester                    | —                                          | —                                          | —                                          |
| 1992/93 | mužstvo se nekvalifikovalo                      | mužstvo se nekvalifikovalo                 | mužstvo se nekvalifikovalo                 | mužstvo se nekvalifikovalo                 | mužstvo se nekvalifikovalo                 |
| 1993/94 | —                                               | postup, 4-0, Rochester                     | porážka, 3-4, Cornwall                     | —                                          | —                                          |
| 1994/95 | —                                               | porážka, 2-4, Cornwall                     | —                                          | —                                          | —                                          |
| 1995/96 | —                                               | porážka, 2-3, Baltimore                    | —                                          | —                                          | —                                          |
| 1996/97 | —                                               | postup, 3-1, Kentucky                      | postup, 4-3, Philadelphia                  | postup, 4-3, Springfield F.                | Vítěz AHL, 4-1, Hamilton                   |
| 1997/98 | —                                               | postup, 3-0, Kentucky                      | porážka, 0-4, Philadelphia                 | —                                          | —                                          |
| 1998/99 | porážka, 2-3, Kentucky                          | —                                          | —                                          | —                                          |                                            |
| 1999/00 | —                                               | postup, 3-2, Philadelphia P.               | postup, 4-1, Kentucky                      | porážka, 0-4, Rochester                    | —                                          |
| 2000/01 | —                                               | postup, 3-0, Kentucky                      | postup, 4-1, Norfolk                       | porážka, 0-4, Wilkes-Barre/Scranton        | —                                          |
| 2001/02 | —                                               | postup, 3-1, Norfolk                       | porážka, 0-4, Houston                      | —                                          | —                                          |
| 2002/03 | —                                               | porážka, 2-3, Chicago                      | —                                          | —                                          | —                                          |
| 2003/04 | mužstvo se nekvalifikovalo                      | mužstvo se nekvalifikovalo                 | mužstvo se nekvalifikovalo                 | mužstvo se nekvalifikovalo                 | mužstvo se nekvalifikovalo                 |
| 2004/05 | mužstvo se nekvalifikovalo                      | mužstvo se nekvalifikovalo                 | mužstvo se nekvalifikovalo                 | mužstvo se nekvalifikovalo                 | mužstvo se nekvalifikovalo                 |
| 2005/06 | —                                               | postup, 4-0, Norfolk                       | postup, 4-0, Wilkes-Barre/Scranton         | postup, 4-3, Portland                      | Vítěz AHL, 4-2, Milwaukee                  |
| 2006/07 | —                                               | postup, 4-1 Albany RR                      | postup, 4-1, Wilkes-Barre/Scranton         | postup, 4-0, Manchester                    | Finále AHL, 1-4, Hamilton                  |
| 2007/08 | —                                               | porážka, 1-4, Wilkes-Barre/Scranton        | —                                          | —                                          | —                                          |
| 2008/09 | —                                               | postup, 4-0, Philadelphia P.               | postup, 4-3, Wilkes-Barre/Scranton         | postup, 4-1, Providence B.                 | Vítěz AHL, 4-2, Manitoba                   |
| 2009/10 | —                                               | postup, 4–1, Bridgeport                    | postup, 4–0, Albany RR                     | postup, 4–2, Manchester                    | Vítěz AHL, 4–2, Texas                      |
| 2010/11 | —                                               | porážka, 2-4, Charlotte                    | —                                          | —                                          | —                                          |
| 2011/12 | —                                               | porážka, 2-3, Wilkes-Barre/Scranton        | —                                          | —                                          | —                                          |
| 2012/13 | —                                               | porážka, 2-3, Providence                   | —                                          | —                                          | —                                          |
| 2013/14 | mužstvo se nekvalifikovalo                      | mužstvo se nekvalifikovalo                 | mužstvo se nekvalifikovalo                 | mužstvo se nekvalifikovalo                 | mužstvo se nekvalifikovalo                 |
| 2014/15 | —                                               | postup, 3–1, Worcester S.                  | porážka, 2–4, Hartford                     | —                                          | —                                          |
| 2015/16 | —                                               | postup, 3–2, Portland                      | postup, 4–3, Wilkes-Barre                  | postup, 4–1, Toronto                       | Finále AHL, 0–4, Lake Erie                 |
| 2016/17 | —                                               | postup, 3–2, Lehigh Valley                 | porážka, 3–4, Providence                   | —                                          | —                                          |
| 2017/18 | mužstvo se nekvalifikovalo                      | mužstvo se nekvalifikovalo                 | mužstvo se nekvalifikovalo                 | mužstvo se nekvalifikovalo                 | mužstvo se nekvalifikovalo                 |
| 2018/19 | —                                               | postup, 3–2, Bridgeport                    | porážka, 0–4, Charlotte                    | —                                          | —                                          |
| 2019/20 | sezona nedohrána kvůli pandemii koronaviru      | sezona nedohrána kvůli pandemii koronaviru | sezona nedohrána kvůli pandemii koronaviru | sezona nedohrána kvůli pandemii koronaviru | sezona nedohrána kvůli pandemii koronaviru |
| 2020/21 | play off nehráno kvůli pandemii koronaviru      | play off nehráno kvůli pandemii koronaviru | play off nehráno kvůli pandemii koronaviru | play off nehráno kvůli pandemii koronaviru | play off nehráno kvůli pandemii koronaviru |
| 2021/22 | porážka, 1–2, Wilkes-Barre                      | —                                          | —                                          | —                                          | —                                          |
| 2022/23 | automatický postup                              | postup, 3–1, Charlotte                     | postup, 3–0, Hartford                      | postup, 4–2, Rochester                     | Vítěz AHL, 4–3, Coachella Valley           |
| 2023/24 | automatický postup                              | postup, 3–1, Lehigh Valley                 | postup, 3–0, Hartford                      | postup, 4–2, Cleveland                     | Vítěz AHL, 4–2, Coachella Valley           |

## Spolupráce s kluby z NHL
| Období    | Klub                |
| --------- | ------------------- |
| 1938-1942 | Boston Bruins       |
| 1942-1946 | Nikdo               |
| 1946-1958 | Boston Bruins       |
| 1957-1962 | Detroit Red Wings   |
| 1962-1964 | Nikdo               |
| 1964-1971 | Boston Bruins       |
| 1971-1977 | Pittsburgh Penguins |
| 1974-1979 | Buffalo Sabres      |
| 1977-1984 | Washington Capitals |
| 1980-1981 | Quebec Nordiques    |
| 1983-1985 | Boston Bruins       |
| 1984-1996 | Philadelphia Flyers |
| 1996-2005 | Colorado Avalanche  |
| 2003-2004 | Tampa Bay Lightning |
| 2005-     | Washington Capitals |

## Klubové rekordy

### Za sezonu
Góly: 60, Alexandre Giroux (2008/09)
Asistence: 89, George Sullivan (1953/54)
Body: 124, Tim Tookey (1986/87)
Trestné minuty: 432, Steve Martinson (1985/86)
Průměr obdržených branek: 1.98, Alfie Moore (1938/39)

### Celkové
Góly: 260, Dunc Fisher
Asistence: 636, Mike Nykoluk
Body: 808, Mike Nykoluk
Trestné minuty: 1519, Mike Stothers
Čistá konta: 29, Nick Damore
Vychytaná vítězství: 226, Gordie Henry
Odehrané zápasy: 972, Mike Nykoluk